# San Francisco (Goicoechea)
San Francisco es el segundo distrito del cantón de Goicoechea, en la provincia de San José, de Costa Rica.
El distrito se caracteriza por ser el más pequeño del país, y además por su desarrollo residencial, turístico, comercial y bancario. El sector además ha desarrollado una especialización de actividades tales como instituciones de enseñanza superior, empresas especializadas, entidades bancarias, y hoteles de categoría 4 y 5 estrellas.

## Ubicación
Se ubica en el oeste del cantón, limita al norte con el distrito de Calle Blancos, al este con el distrito de Guadalupe, y al sur y oeste con el cantón de San José.

## Geografía
San Francisco cuenta con un área de 0,58 km² y una altitud media de 1172 m s. n. m.

## Demografía
Para el año 2022, San Francisco cuenta con una población estimada de 2379 habitantes, y para el último censo efectuado, en 2011, San Francisco contaba con una población de 2032 habitantes.

## Localidades
- Barrios: Buena Vista, Carlos María Ulloa, Lotes Volio, San Francisco (centro), Tournón.

## Cultura

### Sitios de interés
- Cámara de Comercio de Costa Rica
- Centro Comercial El Pueblo
- Centro Comercial Tournón
- EVERTEC
- Grupo Financiero IMPROSA
- Hotel Radisson
- Iglesia de Ladrillo
- LAICA
- Ministerio de Trabajo y Seguridad Social (MTSS)
- Oficentro Torres del Campo
- Periódico La República
- Refinadora Costarricense de Petróleo (RECOPE)
- Secretaría Técnica Nacional Ambiental (SETENA)
- Sistema Nacional de Áreas de Conservación
- Universidad Latinoamericana De Ciencia Y Tecnología (ULACIT)

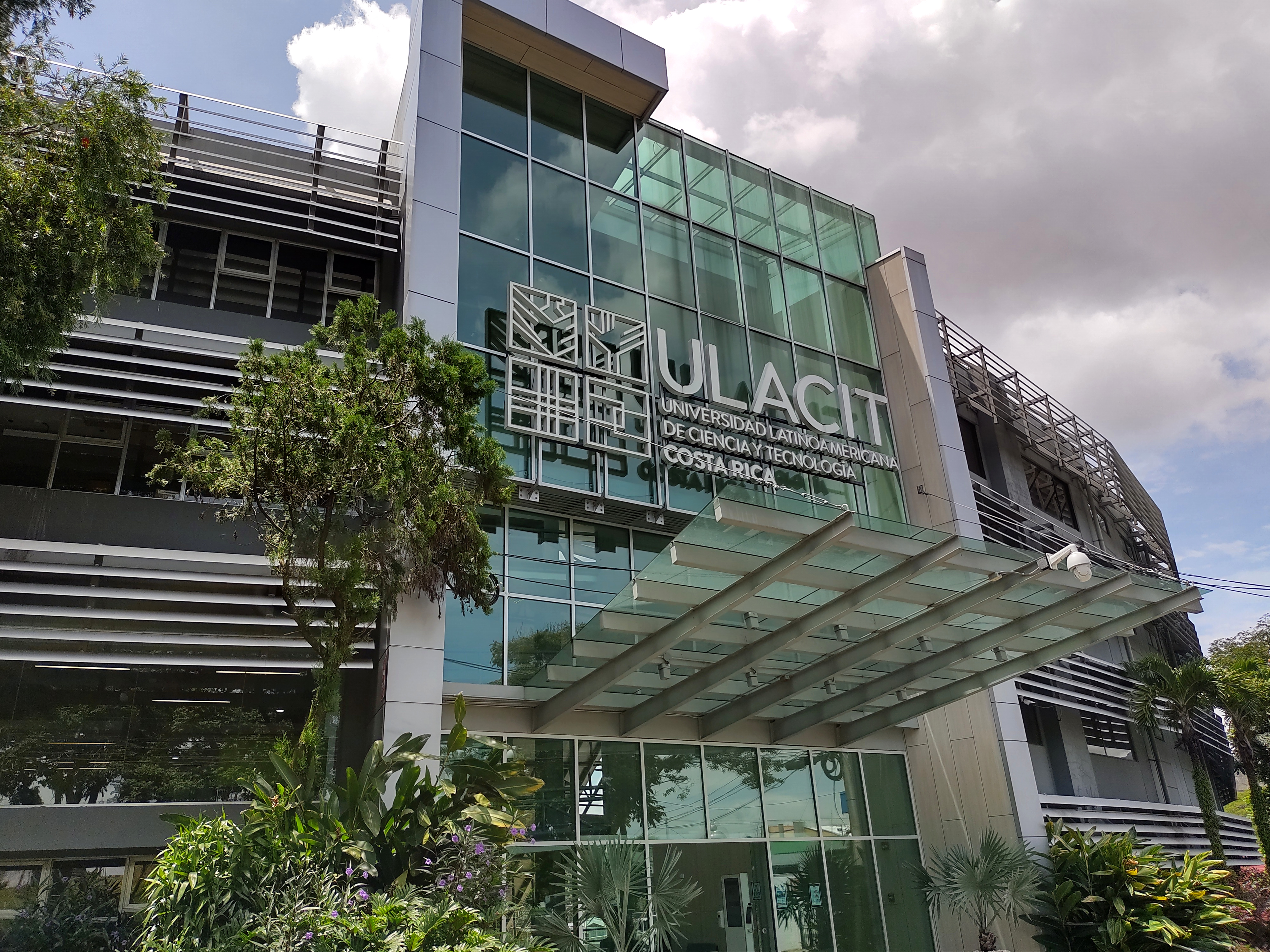
Campus de la Universidad Latinoamericana de Ciencia y Tecnología (ULACIT) en Barrio Tournón, San José, Costa Rica

## Transporte

### Carreteras
Al distrito lo atraviesan las siguientes rutas nacionales de carretera:
- Ruta nacional 32
- Ruta nacional 108
- Ruta nacional 218

### Ferrocarril
El Tren Interurbano administrado por el Instituto Costarricense de Ferrocarriles, atraviesa este distrito.

## Concejo de distrito
El concejo de distrito del distrito de San Francisco vigila la actividad municipal y colabora con los respectivos distritos de su cantón. También está llamado a canalizar las necesidades y los intereses del distrito, por medio de la presentación de proyectos específicos ante el Concejo Municipal. La presidenta del concejo del distrito es el síndico propietario del partido Liberación Nacional, Christian Muñoz Rojas.
El concejo del distrito se integra por:
| #                       | Partido                             | Nombre                       |
| Síndico propietario     | Síndico propietario                 | Síndico propietario          |
| ----------------------- | ----------------------------------- | ---------------------------- |
| 1                       | Partido Liberación Nacional         | Christian Muñoz Rojas        |
| Síndico suplente        |                                     |                              |
| 2                       | Partido Liberación Nacional         | Sara Cordero Murillo         |
| Concejales propietarios |                                     |                              |
| 3                       | Partido Liberación Nacional         | Clarita Hernández Solano     |
| 4                       | Partido Accesibilidad sin Exclusión | Johnny Calvo Avendaño        |
| 5                       | Frente Amplio                       | María Jimena Campos Vallejos |
| 6                       | Movimiento Libertario               | María Victoria Venegas Solís |
| Concejales suplentes    |                                     |                              |
| 7                       | Partido Liberación Nacional         | Randall Zúñiga Muñoz         |
| 8                       | Partido Accesibilidad sin Exclusión | Jorge Oviedo Villalobos      |
| 9                       | Frente Amplio                       | Rodolfo Vásquez Oliviera     |
| 10                      | Movimiento Libertario               | Karla Morales Corrales       |